# 구시마역
구시마역(일본어: 串間駅)은 일본 미야자키현 구시마시에 위치한, 규슈 여객철도 니치난 선의 철도역이다. 단선 승강장 1면 1선의 구조를 갖춘 지상역이다.

## 이용 현황
| 승차 인원 추이 | 승차 인원 추이 |
| 연도           | 1일 평균       |
| -------------- | -------------- |
| 2002           | 175            |
| 2003           |                |
| 2004           | 165            |
| 2005           | 146            |
| 2006           | 139            |
| 2007           | 116            |
| 2008           | 119            |
| 2009           | 101            |
| 2010           | 78             |
| 2011           | 59             |
| 2012           | 71             |

## 역 주변
- 구시마 시청
- 구시마 온천
- 시부시 만
- 국도 제220호선 · 국도 제448호선
- 일본 항공자위대 서부방면대 서부 항공 경계 관제단 제13경계군

## 역사
- 1935년 4월 15일 : 후쿠시마나카마치역으로서 개업.
- 1959년 10월 1일 : 구시마역으로 개칭.
- 1980년 3월 31일 : 화물 영업 폐지.
- 1987년 4월 1일 : 일본국유철도 분할 민영화에 의해, 규슈 여객철도가 승계.

## 인접 역
| 니치난 선                        | 니치난 선               | 니치난 선                    |
| -------------------------------- | ----------------------- | ---------------------------- |
| 휴가오쓰카 미나미미야자키 방면   | ■ 쾌속 '니치난 마린 호' | 후쿠시마이마마치 시부시 방면 |
| 휴가키타카타 미나미미야자키 방면 | ■ 보통                  | 후쿠시마이마마치 시부시 방면 |